# 樊守志
樊守志（1943年1月—），吉林榆树人，中华人民共和国政治人物。
1963年，进入北京大学东语系日语专业，1968年毕业，供职于北京市公安局。1983年，担任北京市公安局朝阳分局副局长。1968年12月，担任北京市公安局四處三科幹部、副科長。1985年11月，担任北京市公安局副局长。1986年10月，改任北京市国家安全局副局长。1996年，升任局长。2001年，晋升为国家安全部政治部主任、授副总警监警衔。2002年，担任中华人民共和国国家安全部纪委书记，2006年7月离职。退休后，担任中国产业发展促进会副会长。